# Eotitanosuchus olsoni
Eotitanosuchus olsoni ("cocodril gegant de l'alba d'Olson") és una espècie de teràpsid de la família Eotitanosuchidae trobat al krai de Perm (Rússia) en dipòsits inundables de canals juntament amb Biarmosuchus tener, Estemmenosuchus uralensis i Estemmenosuchus mirabilis.
Visqué fa uns 225 milions d'anys i era un animal molt gros; encara que el crani mostrat habitualment mesura uns 35 cm de llarg, pertany a un jove, i s'estima que el crani adult hauria mesurat un metre.